# かっぺいのいったりきたり
『かっぺいのいったりきたり』は、東北地方の日本テレビ系列6局でのブロックネットで放送されたミヤギテレビ制作の旅番組である。制作局のミヤギテレビでは2004年5月から2009年3月まで、毎週日曜 7:45 - 8:00 (JST) に放送された。

## 概要
出演者は、ネット局の青森放送に所属する社員でありながら（放送期間中に青森放送を定年退職している）マルチタレントも務める伊奈かっぺいである。
前身番組『かっぺいの旅びたし』までは伊奈が東北各地への取材を行っていたが、2003年末に小脳梗塞を患ったこともあり、復帰後は体調を考慮して、取材は番組のスタッフだけで行い、伊奈はナビゲーターとして出演した。
当番組放送開始当初、伊奈の出演パートは青森県内で収録されていた。2007年4月以降は伊奈がフリーとなり、他系列のブロックネット番組にもレギュラー出演する関係上、毎週宮城県に出向くようになったことから、本番組の収録はミヤギテレビの取材エリアにあたる宮城県内（主に仙台市内）で行われた。

## 出演者
- 伊奈かっぺい

## ナレーター
- 大坂ともお

## 放送時間
- ミヤギテレビ・秋田放送・山形放送：日曜日 7:45 - 8:00 （JST）
- 青森放送・テレビ岩手・福島中央テレビ：日曜日 7:30 - 7:45 （15分先行）
- テレビ神奈川：土曜日 7:00 - 7:15 （2009年3月14日をもって終了）
- 日本海テレビ：不定期放送

## 前身番組
- 1991年10月から1998年9月までは『なぜ?魅知国』（なぜ?みちのく）として放送。
1998年の『なぜ?魅知国』最終回で伊奈はバンジージャンプを披露した。その際「番組も降ります」と述べた。
- 1999年4月から『いろはのい・かっぺいのか』として、半年ぶりに放送再開。
- 2002年4月に『かっぺいの旅びたし』に番組名を変更。
2003年に伊奈が入院した際、当初の数週間は総集編を放送し、その後はネット局（tvkを除く）のアナウンサーが代理で東北各地を取材する模様が放送された。退院後は現在[いつ?]の体制でしばらく放送したあとに、2004年5月に現在[いつ?]の番組名へリニューアルされた。